# Kojos
Kojos (gr. Κοῖος Koios, łac. Coeus) – w mitologii greckiej tytan uosabiający rozum i oś.
Należał do pierwszego pokolenia tytanów. Uchodził za syna Uranosa i Gai. Był bratem tytanów – Hyperiona, Japeta, Kriosa, Kronosa, Okeanosa i tytanid – Fojbe, Mnemosyne, Rei, Tei, Temidy, Tetydy oraz cyklopów – Argesa, Brontesa, Steropesa i hekatonchejrów – Ajgajona, Gygesa, Kottosa. Ze swoją siostrą Fojbe miał dwie córki – Asterię i Leto.